# Kasper Bøgelund
Kasper Bøgelund Nielsen (Odense, 8 oktober 1980) is een voormalig Deens voetballer die doorgaans als rechtsachter speelde. Hij speelde voor PSV, Borussia Mönchengladbach, Aalborg BK en het Deens voetbalelftal.

## Clubcarrière

### Begin
De rechtsback begon zijn carrière bij Brændekilde Bellinge en ging daarna naar Odense BK. Daar werd hij gescout door PSV. Hij werd door PSV gecontracteerd en speelde acht jaar in Nederland.

### PSV
In 1997 gaat Bøgelund naar PSV waar hij in de jeugdopleiding begint. Hij speelde in de A1 en jong PSV en maakt in 1999 zijn debuut voor het hoogste elftal. Uiteindelijk zal hij nog zes jaar lang proberen om een basisplaats te veroveren, maar dat gelukte hem niet, mede door blessures. Hij speelt 78 competitiewedstrijden voor PSV en 21 keer in Europees verband.

### Borussia Mönchengladbach
In 2005 vertrok hij naar het Duitse Borussia Mönchengladbach. Met Borussia speelde hij twee jaar in de Bundesliga. In zijn eerste jaar maakt Bøgelund het doelpunt van het jaar van de Bundesliga. In zijn tweede seizoen degradeerde hij naar de 2.Liga. In het seizoen 2007/2008 promoveerde Borussia echter direct weer terug naar de hoogste afdeling.

### Aalborg BK
Sinds 2008 speelde hij voor Aalborg BK. Bøgelund tekende een contract tot de zomer van 2013 nadat hij op 25 maart 2009 zijn contract had verlengd. Op 25 september 2012 leverde hij zijn contract in en beëindigde wegens blessures zijn carrière.

## Clubstatistieken
| Seizoen        | Club                     | Competitie     | Competitie | Competitie | Beker | Beker | Internationaal | Internationaal | Overig | Overig | Totaal | Totaal |
| Seizoen        | Club                     | Competitie     | Wed.       | Dlp.       | Wed.  | Dlp.  | Wed.           | Dlp.           | Wed.   | Dlp.   | Wed.   | Dlp.   |
| -------------- | ------------------------ | -------------- | ---------- | ---------- | ----- | ----- | -------------- | -------------- | ------ | ------ | ------ | ------ |
| 1999/00        | PSV                      | Eredivisie     | 3          | 0          | 0     | 0     | 0              | 0              | 0      | 0      | 3      | 0      |
| 2000/01        | PSV                      | Eredivisie     | 2          | 0          | 0     | 0     | 0              | 0              | 0      | 0      | 2      | 0      |
| 2001/02        | PSV                      | Eredivisie     | 24         | 0          | 3     | 0     | 7              | 0              | 0      | 0      | 34     | 0      |
| 2002/03        | PSV                      | Eredivisie     | 20         | 0          | 1     | 0     | 6              | 0              | 1      | 0      | 28     | 0      |
| 2003/04        | PSV                      | Eredivisie     | 15         | 0          | 1     | 0     | 6              | 0              | 1      | 0      | 23     | 0      |
| 2004/05        | PSV                      | Eredivisie     | 14         | 0          | 1     | 0     | 2              | 0              | 0      | 0      | 17     | 0      |
| Club totaal    | Club totaal              | Club totaal    | 78         | 0          | 6     | 0     | 21             | 0              | 2      | 0      | 107    | 0      |
| 2005/06        | Borussia Mönchengladbach | Bundesliga     | 16         | 2          | 2     | 0     | 0              | 0              | 0      | 0      | 18     | 2      |
| 2006/07        | Borussia Mönchengladbach | Bundesliga     | 21         | 0          | 1     | 0     | 0              | 0              | 0      | 0      | 22     | 0      |
| 2007/08        | Borussia Mönchengladbach | 2. Bundesliga  | 7          | 0          | 1     | 0     | 0              | 0              | 0      | 0      | 8      | 0      |
| Club totaal    | Club totaal              | Club totaal    | 44         | 2          | 4     | 0     | 0              | 0              | 0      | 0      | 48     | 2      |
| 2008/09        | Aalborg BK               | Superligaen    | 23         | 0          | 5     | 0     | 13             | 0              | 0      | 0      | 41     | 0      |
| 2009/10        | Aalborg BK               | Superligaen    | 29         | 0          | 2     | 1     | 1              | 0              | 0      | 0      | 32     | 1      |
| 2010/11        | Aalborg BK               | Superligaen    | 15         | 1          | 2     | 0     | 0              | 0              | 0      | 0      | 17     | 1      |
| 2011/12        | Aalborg BK               | Superligaen    | 6          | 0          | 1     | 0     | 0              | 0              | 0      | 0      | 7      | 0      |
| 2012/13        | Aalborg BK               | Superligaen    | 4          | 0          | 0     | 0     | 0              | 0              | 0      | 0      | 4      | 0      |
| Club totaal    | Club totaal              | Club totaal    | 77         | 1          | 10    | 1     | 14             | 0              | 0      | 0      | 101    | 2      |
| Carrièretotaal | Carrièretotaal           | Carrièretotaal | 199        | 3          | 20    | 1     | 35             | 0              | 2      | 0      | 256    | 4      |

Bijgewerkt t/m 3 december 2012

## Interlandcarrière
Bøgelund kwam in totaal zeventien keer (nul doelpunten) uit voor de nationale ploeg van Denemarken in de periode 2002–2008. Onder leiding van bondscoach Morten Olsen maakte hij zijn debuut op woensdag 13 februari 2002 in de vriendschappelijke uitwedstrijd tegen Saoedi-Arabië, net als Peter Løvenkrands (Glasgow Rangers) en Daniel Jensen (sc Heerenveen). Denemarken won dat duel met 1-0 door een treffer van aanvaller Ebbe Sand. Bøgelund nam met zijn vaderland deel aan het WK voetbal 2002 en het EK voetbal 2004.
| Interlands van Kasper Bøgelund voor Denemarken | Interlands van Kasper Bøgelund voor Denemarken | Interlands van Kasper Bøgelund voor Denemarken | Interlands van Kasper Bøgelund voor Denemarken | Interlands van Kasper Bøgelund voor Denemarken | Interlands van Kasper Bøgelund voor Denemarken |
| №                                              | Datum                                          | Wedstrijd                                      | Uitslag                                        | Competitie                                     | Goals                                          |
| Als speler van PSV                             | Als speler van PSV                             | Als speler van PSV                             | Als speler van PSV                             | Als speler van PSV                             | Als speler van PSV                             |
| ---------------------------------------------- | ---------------------------------------------- | ---------------------------------------------- | ---------------------------------------------- | ---------------------------------------------- | ---------------------------------------------- |
| 1                                              | 13 februari 2002                               | Saoedi-Arabië – Denemarken                     | 0 – 1                                          | Oefeninterland                                 |                                                |
| 2                                              | 17 april 2002                                  | Denemarken – Israël                            | 3 – 1                                          | Oefeninterland                                 |                                                |
| 3                                              | 11 juni 2002                                   | Denemarken – Frankrijk                         | 2 – 0                                          | WK-eindronde                                   |                                                |
| 4                                              | 15 juni 2002                                   | Denemarken – Engeland                          | 0 – 3                                          | WK-eindronde                                   |                                                |
| 5                                              | 21 augustus 2002                               | Schotland – Denemarken                         | 0 – 1                                          | Oefeninterland                                 |                                                |
| 6                                              | 12 oktober 2002                                | Denemarken – Luxemburg                         | 2 – 0                                          | EK-kwalificatie                                |                                                |
| 7                                              | 11 juni 2003                                   | Luxemburg – Denemarken                         | 0 – 2                                          | EK-kwalificatie                                |                                                |
| 8                                              | 20 augustus 2003                               | Denemarken – Finland                           | 1 – 1                                          | Oefeninterland                                 |                                                |
| 9                                              | 30 mei 2004                                    | Estland – Denemarken                           | 2 – 2                                          | Oefeninterland                                 |                                                |
| 10                                             | 5 juni 2004                                    | Denemarken – Kroatië                           | 1 – 2                                          | Oefeninterland                                 |                                                |
| 11                                             | 22 juni 2004                                   | Denemarken – Zweden                            | 2 – 2                                          | EK-eindronde                                   |                                                |
| 12                                             | 27 juni 2004                                   | Tsjechië – Denemarken                          | 3 – 0                                          | EK-eindronde                                   |                                                |
| 13                                             | 18 augustus 2004                               | Polen – Denemarken                             | 1 – 5                                          | Oefeninterland                                 |                                                |
| 14                                             | 4 september 2004                               | Denemarken – Oekraïne                          | 1 – 1                                          | WK-kwalificatie                                |                                                |
| Als speler van Borussia Mönchengladbach        |                                                |                                                |                                                |                                                |                                                |
| 15                                             | 22 augustus 2007                               | Denemarken – Ierland                           | 0 – 4                                          | Oefeninterland                                 |                                                |
| Als speler van Aalborg BK                      |                                                |                                                |                                                |                                                |                                                |
| 16                                             | 11 oktober 2008                                | Denemarken – Malta                             | 3 – 0                                          | WK-kwalificatie                                |                                                |
| 17                                             | 19 november 2008                               | Denemarken – Wales                             | 0 – 1                                          | Oefeninterland                                 |                                                |

## Erelijst
PSV
- Eredivisie

1999/00, 2000/01, 2002/03, 2004/05
- KNVB Beker

2004/05
- Johan Cruijff Schaal

2000, 2001, 2003, 2004
 Borussia Mönchengladbach
- 2. Bundesliga

2007/08